# Włodzimierz Stożek
Włodzimierz Antoni Stożek (ur. 23 lipca 1883 w Mostach Wielkich k. Żółkwi, zm. 3/4 lipca 1941 we Lwowie) – polski matematyk, jeden z przedstawicieli lwowskiej szkoły matematycznej.

## Życiorys
W 1901 ukończył w Krakowie szkołę średnią, w 1907 studia matematyczne na Uniwersytecie Jagiellońskim, po czym był nauczycielem w gimnazjach w Nowym Targu i Krakowie. W 1909 odbył studia uzupełniające w Getyndze. Po powrocie z Getyngi był nauczycielem w Gimnazjum św. Jacka w Krakowie i dodatkowo asystentem prof. Żórawskiego na UJ. Podczas I wojny światowej służył w armii austriackiej. W 1921 doktoryzował się i został kierownikiem Katedry Matematyki Wydziału Inżynierii Lądowej i Wodnej Politechniki Lwowskiej. Zajmował się m.in. teorią potencjału logarytmicznego i newtonowskiego. W 1922 został profesorem nadzwyczajnym matematyki na Wydziale Ogólnym Politechniki Lwowskiej, a w 1926 profesorem zwyczajnym na Wydziale Inżynierii Lądowej i Wodnej tej uczelni. Wielokrotnie był dziekanem i prodziekanem tych wydziałów. W latach 1922–1926 kierował III Katedrą Matematyki i od 1926 I Katedrą Matematyki. W okresie sowieckiej okupacji Lwowa 1939-1941 nadal prowadził działalność naukową. Zamordowany przez Gestapo w nocy z 3 na 4 lipca 1941 na Wzgórzach Wuleckich w grupie polskich profesorów we Lwowie wraz z dwoma synami. Najmłodszy syn profesora 18-letni Tadeusz oraz córka - Krystyna nie zostali zabrani wraz z ojcem i braćmi dzięki czemu ocaleli.